# هيرمان غمينر
هيرمان غمينر (بالألمانية: Hermann Gmeiner)‏ (26 أبريل 1986 23 يونيو 1919) كان فاعل خير نمساوي، ومؤسس قرى الأطفال إس أو إس.
ولد لأسرة بسيطة تعمل في الزراعة الجبلية في ألبيرشفيندا في النمسا
توفيت والدته في سن الخامسة، وتولت أخته الكبرى تربيته
قال هيرمان جماينر "" إن الفضل في تأسيس إس أو إس يعود إلى والدته وأخته إيلسا ""
واستطاع هيرمان بمساعدة أمه وأخته على الترعرع بطمأنينة وتكوين شخصيته.
حصل على منحة لدراسة الطب>
بدء نشاطه بالاعتماد على دائرة الأصدقاء بالتبرع بشلن شهريا لتغيير مسقبل الأطفال إلى الأفضل.
سافر إلى العديد من الدول من أجل إقناع الساسة وأصحاب النفوذ لمساعدته على تطبيق فكرته، ومنهم الدالاي لاما - أنور السادات - كوفي عنان.

## وصلات خارجية
- هيرمان غمينر على موقع مونزينجر (الألمانية)
- هيرمان غمينر على موقع ديسكوغز (الإنجليزية)
- SOS Children's Villages - International child charity